# Jerine Fleurke
Jenny ("Jerine") Catharine Fleurke (Groningen, 11 augustus 1973) is een Nederlands voormalig volleybalspeelster die in 1996 deelnam aan de Olympische Spelen. De Nederlandse damesploeg, onder leiding van coach Bert Goedkoop,  eindigde op dat toernooi als vijfde. Een jaar eerder won Fleurke met de Nederlandse ploeg een gouden medaille op het Europees Kampioenschap door Kroatië met 3-0 te verslaan.

## Palmares
- 1995:  EK
- 1996: 5e OS

Cintha Boersma · Erna Brinkman · Riëtte Fledderus · Jerine Fleurke · Marjolein de Jong · Saskia Kooijmans-van Hintum · Marrit Leenstra · Elles Leferink · Irena Machovcak · Claudia van Thiel · Ingrid Visser · Henriëtte Weersing
Erna Brinkman · Marjolein de Jong · Jolanda Elshof · Riëtte Fledderus · Jerine Fleurke · Petra Groenland · Marrit Leenstra · Elles Leferink · Irena Machovcak · Ingrid Visser · Henriëtte Weersing · Bert Goedkoop (coach)